# Catálogo de Estrellas Dobles Washington
El Catálogo de Estrellas Dobles Washington, conocido también por sus siglas en inglés WDS (Washington Double Star Catalog), es un catálogo astronómico de estrellas dobles, realizado en el Observatorio Naval de los Estados Unidos. Este catálogo contiene posiciones, magnitudes, movimientos propios y tipos espectrales de 102.387 estrellas dobles (julio de 2006). Este catálogo también incluye estrellas múltiples. En general, una estrella múltiple con n componentes puede ser representada por entradas en el catálogo de n-1 pares de estrellas. 

## Historia
La base de datos usada para construir el WDS fue producida en el Observatorio Lick, donde fue usada para construir el Índice del Catálogo de Estrellas Dobles Visuales, publicado en 1963. En el año 1965, bajo la iniciativa de Charles Worley, fue transferido al Observatorio Naval. 
Desde entonces se ha aumentado con un gran número de mediciones, del Catálogo Hipparcos, interferometría, y otras fuentes.